# ستيف تورنر (لاعب دوري الرغبي)
ستيف تورنر (بالإنجليزية: Steve Turner)‏ هو لاعب دوري الرغبي أسترالي، ولد في 10 أكتوبر 1984 في سيدني في أستراليا.